# 元昭皇太后
元昭皇太后（?—?），姓晁，唐宣宗的美人。唐懿宗李漼生母，追尊皇太后。

## 生平
晁氏的家世不详。年轻时，晁氏入光王李怡邸，最受宠爱。833年，晁氏生光王长子李漼，长女（即万寿公主）亦为她所生。会昌六年（846年），李怡即位，是为唐宣宗，后以她为美人。大中年间（847年—860年），晁美人逝世，赠昭容之位，诏命翰林学士萧寘为她写墓志铭。
后来夔、昭等五王居住在内院，只有晁氏的儿子郓王李漼出阁。李漼即位，是为唐懿宗。宫外都怀疑唐懿宗并非长子。萧寘出示铭辞，打消大家的疑虑。唐懿宗追册母亲晁昭容为皇太后，上尊谥元昭，配主宣宗庙，自建陵称之为庆陵，置宫寝。

## 延伸阅读
[在维基数据编辑]
 《舊唐書/卷52》，出自刘昫《舊唐書》
 《新唐書/卷077》，出自《新唐書》